# Mons Røisland
Mons Røisland (Lørenskog, 28 de enero de 1997) es un deportista noruego que compite en snowboard, especialista en las pruebas de big air y slopestyle.
Participó en dos Juegos Olímpicos de Invierno, en los años 2018 y 2022, obteniendo una medalla de plata en Pekín 2022, en el big air.
Ganó una medalla de plata en el Campeonato Mundial de Snowboard de 2023, en la prueba de big air. Adicionalmente, consiguió ocho medallas en los X Games de Invierno.

## Medallero internacional
| Juegos Olímpicos   | Juegos Olímpicos    | Juegos Olímpicos | Juegos Olímpicos |
| Año                | Lugar               | Medalla          | Prueba           |
| ------------------ | ------------------- | ---------------- | ---------------- |
| 2022               | Pekín (China)       | Medalla de plata | Big air          |
| Campeonato Mundial |                     |                  |                  |
| Año                | Lugar               | Medalla          | Prueba           |
| 2023               | Bakuriani (Georgia) | Medalla de plata | Big air          |

| X Games de Invierno | X Games de Invierno    | X Games de Invierno | X Games de Invierno |
| Año                 | Lugar                  | Medalla             | Prueba              |
| ------------------- | ---------------------- | ------------------- | ------------------- |
| 2016                | Aspen (Estados Unidos) | Medalla de bronce   | Slopestyle          |
| 2019                | Aspen (Estados Unidos) | Medalla de bronce   | Slopestyle          |
| 2020                | Aspen (Estados Unidos) | Medalla de plata    | Slopestyle          |
| 2021                | Aspen (Estados Unidos) | Medalla de plata    | Slopestyle          |
| 2021                | Aspen (Estados Unidos) | Medalla de bronce   | Big air             |
| 2023                | Aspen (Estados Unidos) | Medalla de bronce   | Slopestyle          |
| 2024                | Aspen (Estados Unidos) | Medalla de bronce   | Big air             |
| 2024                | Aspen (Estados Unidos) | Medalla de bronce   | Slopestyle          |